# Jakob Dircksz de Graeff

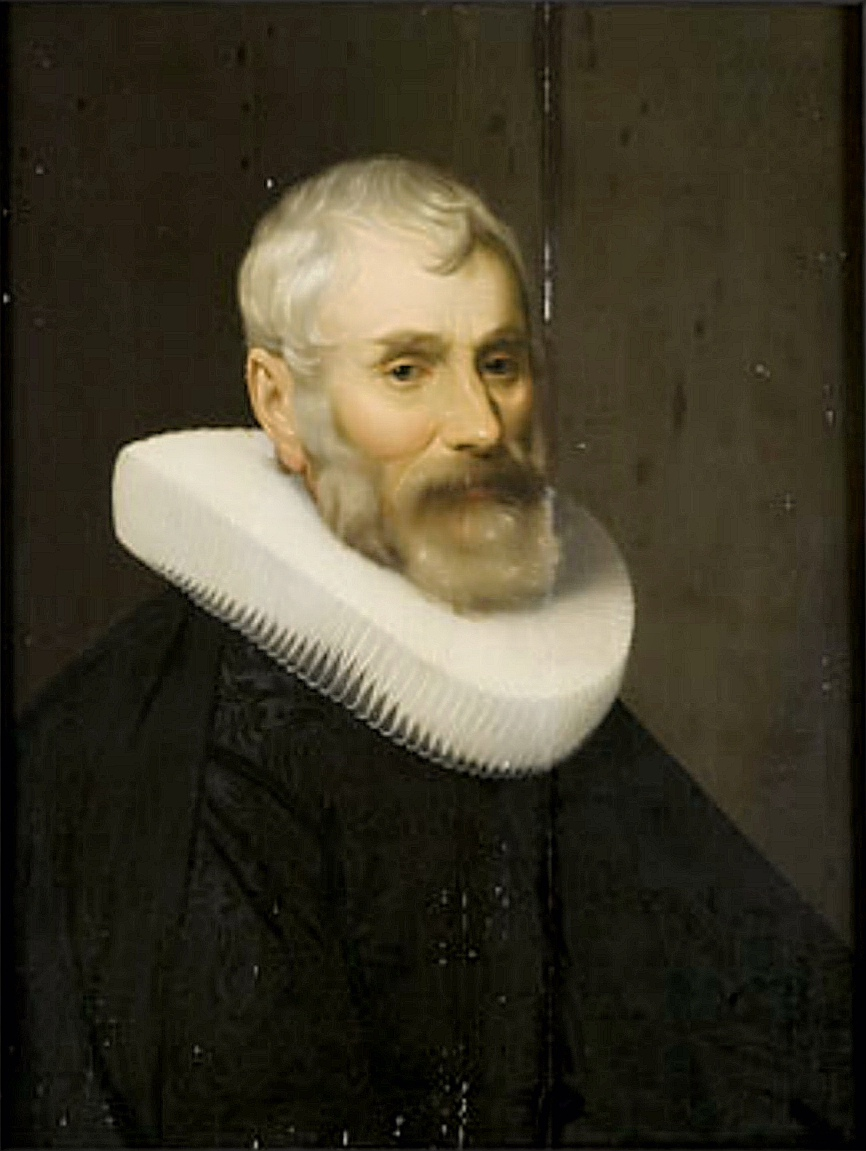
Jakob Dircksz de Graeff

Jakob Dircksz de Graeff (* 1571 wahrscheinlich in Emden; † 6. Oktober 1638 in Amsterdam), Vrijheer der Hohen Herrlichkeit Zuid-Polsbroek, war ein einflussreicher Amsterdamer Regent und Bürgermeister des Goldenen Zeitalters der Niederlande.
De Graeff war für seine „freidenkende“, „republikanische“, liberale, Gesinnung aber auch für seine „Ruhmsüchtigkeit“ bekannt. Er trat gemeinsam mit seinem Neffen Andries Bicker für die Anerkennung der Remonstranten in Amsterdam ein. Nach dem politischen Ende von Reinier Pauw kam die Leitung der Stadtregierung in die Hände der „arminischen Clique“ rund um De Graeff und Bicker. Diese gab auch der, seit der Ermordung von Johan van Oldenbarnevelt geschwächten, republikanischen „Staatspartei“ neue Impulse und konnte die Amsterdamer Politik bis zu der Krise des Rampjaar 1672 bestimmen. Er war aber trotzdem kein prinzipieller Anti-Orangist, denn er hielt das Erbe seines Vaters Dirck Jansz Graeff, das diesen freundschaftlich mit Wilhelm dem Schweiger von Oranien verband, in Ehren. Seine Söhne wurden durch diese antagonistische Haltung ihres Vaters in politischen Fragestellungen beeinflusst.
De Graeff betrieb neben seiner politischen Tätigkeit auch naturwissenschaftliche Experimente und Forschungen und führte ein chemisches Labor. Er unterhielt hierbei eine nahe Zusammenarbeit mit Constantijn Huygens und via Huygens auch mit René Descartes.

## Leben und Werk

### Familie De Graeff

#### Gesellschaftspolitischer Hintergrund
Im Laufe des Goldenen Zeitalters der Niederlande standen die Mitglieder der Familie De Graeff in harscher Kritik zum sich immer mehr ausbreitenden Einfluss des Hauses Oranien-Nassau. Gemeinsam mit den führenden republikanischen Staatsmännern, den Gebrüdern Bicker und den De Witt, waren sie für eine Aufhebung der Statthalterschaft, zumindest in der Provinz Holland. Weiters beanspruchten sie den Erhalt einer (ihrer) vollen Souveränität als Stadtregenten.

#### Herkunft
Jakob Dircksz de Graeff entstammte dem Patriziergeschlecht De Graeff und war das dritte von vier Kindern, des Reeders, Großhändlers und Bürgermeisters Dirck Jansz Graeff und der Agnes (Agniet) Pietersdr van Neck, Tochter des Pieter Pietersz van Neck. Er wurde wahrscheinlich in Emden geboren, wohin sein Vater als gewichtiges Mitglied der Reformierten Kirche sich zu Beginn der Unabhängigkeitskriege im Jahre 1572 für einige Jahre zurückgezogen hatte. Nachdem seine Mutter im Jahre 1578 verstorben war, ging sein Vater mit Teeuwt Cat, Tochter des Amsterdamer Ratsherren und Bürgermeisters Jan Claes Cat, eine zweite Ehe ein, die jedoch kinderlos blieb. Von des Vaters Seite erhielt Jacob de Graeff den Familiensitz „Huis De Keyser“ (benannt nach der außerhalb des Gebäudes angebrachten „Keizerskroon“) in Amsterdam, den Landsitz Valkenburg bei Oud-Naarden sowie das große Landgut Vredenhof bei Voorschoten als Erbe. Die Herrlichkeit und das Schloss Engelenburg ist durch den kinderlosen Tod von Jacobs jüngerem Bruder Pieter Dircksz Graeff durch Vererbung an das Geschlecht der Bicker verlorengegangen.

#### Wappen

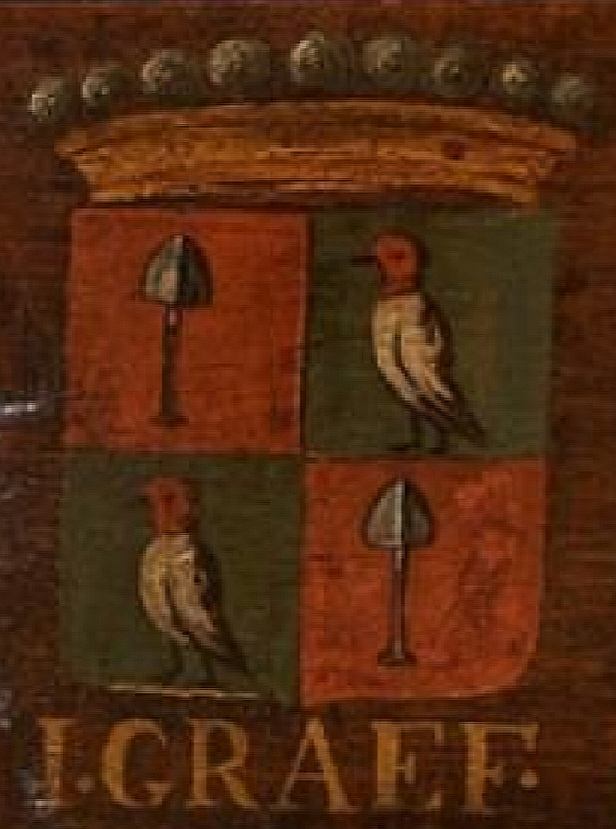
Stammwappen Jacob Dircksz de Graeff geviert

Das Herkunftswappen von Jacob Dircksz de Graeff war eventuell noch geteilt und zeigte im Wappenfeld 1 die silberne Schaufel auf rotem Grund der Herren von Graben, und im Wappenfeld 2 zeigt es einen silbernen Falken auf blauem Grund. Der Ursprung des Falken liegt im Besitz des Landgutes Valckeveen (dem späteren Landsitz Valckenburg) in Gooiland.
- Anmerkung zur Wappenvererbung: Jacobs Vater Dirk Jansz Graeff führte als Stammwappen in Feld 1 die silberne Schaufel auf rotem Grund der Herren von Graben, und in Feld und 2 einen silbernen Schwan auf blauem Grund, der von dem Geschlecht De Grebber aus dem Waterland herrühren soll.[10] Nach seiner Heirat führte er dann in Feld 2 zu Ehren seiner Ehefrau Agniet Pietersdr van Neck einen silbernen Falken mit einer roten Haube auf blauem Grund. Der Ursprung des Falken liegt in seinem Landgut Valckeveen. Nach dem Erwerb der herrlichen Rechte des Gutes Vredenhof im Jahr 1581 führte Dirk Jansz Graeff anstatt des Falken erneut einen Schwan – nun den heraldischen von Vredenhof – in seinem Wappen, das nun geviert wurde, wobei die Felder 1 und 3 die Schaufel zeigen, und 3 und 4 den silbernen Schwan auf blauem Grund. Dieses Wappen vererbte er an seinen ältesten Sohn Jan Dircksz Graeff (?–1627) weiter [der jenes Gut mitsamt dem Wappen nach seinem Tod im Jahre 1627 an seinen Bruder Pieter Dircksz Graeff vermachte, der dieses 1645 wiederum an seinen Neffen und Jacob Dirckszs Sohn Andries de Graeff vererbte[11]], währenddessen sein zweitältester Sohn Jacob Dircksz de Graeff das gevierte Wappen mit den Schaufeln und Falken führte.

Das persönliche Wappen von Jacob Dircksz de Graeff ist geviert und zeigt in den Wappenfeldern 1 und 3 die silberne Schaufel auf rotem Grund der Herren von Graben und in den Wappenfeldern 2 und 4 einen weißen Falken auf blauem Grund. Mit dem Erwerb der Hohen Herrlichkeit Zuid-Polsbroek 1610 erhielt sein Wappen einen Herzschild der drei weiße Rauten auf Rot zeigt. Es existiert aber keine bekannte Wappendarstellung mit den Schaufeln und Falken sowie diesem Herzschild.

#### Junge Jahre, Heirat und Familie

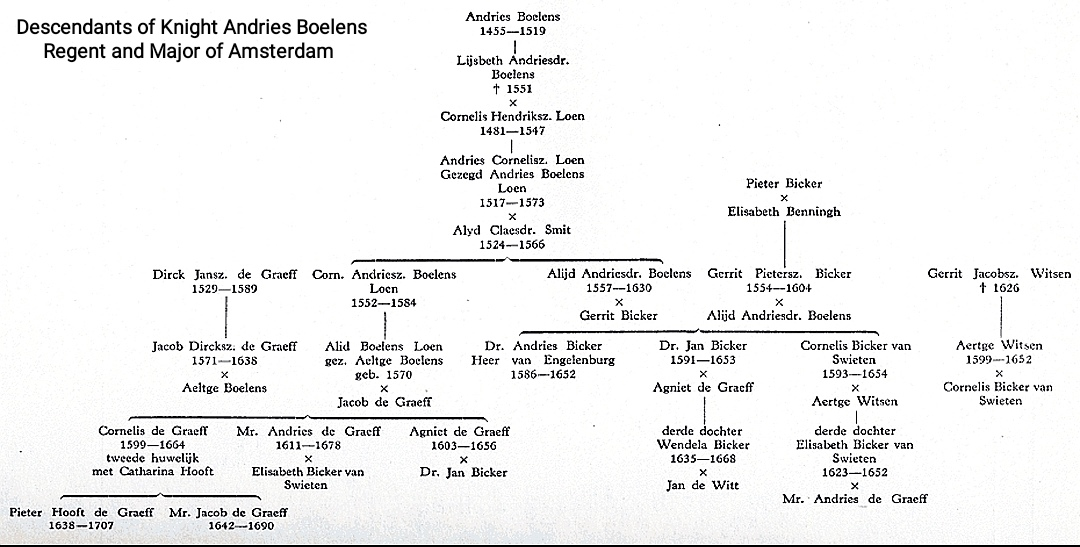
Abstammungen von Andries Boelens. Übersicht über die maßgeblichen Familienbeziehungen der Amsterdamer Oligarchie um die Geschlechter Boelens Loen, De Graeff, Bicker (van Swieten), Witsen sowie Johan de Witt im Goldenen Zeitalter.

Nach dem Tod von De Graeffs Vater im Jahr 1589 trat dessen Freund Cornelis Andriesz Boelens Loen – mit dessen Tochter Aaltje er sich später verheiratete – als sein Versorger auf. Mit seiner Unterstützung ging er an die Universität Leiden, um dort Klassische Sprachen zu studieren. Zeitens seiner Studienzeit wohnte er im Haus des Professors Rudolf Snellius. 1591 unternahm er mit seinem Freund Justus Lipsius eine Kavaliersreise durch Frankreich, Italien und Deutschland und lebte anschließend drei Jahre in Genf im Haus des calvinistischen Predigers Giovanni Diodati.
1597 kehrte De Graeff nach Amsterdam zurück und heiratete am 5. Oktober Aaltje Boelens Loen (* 27. Februar 1579 in Emden; † 29. August 1630 in Amsterdam), Tochter seines Versorgers Cornelis Andriesz Boelens Loen, sowie eine Ur-ur-Enkelin des bedeutenden Amsterdamer Regenten und Bürgermeisters Andries Boelens (1455–1519), mit dessen Nachkommenschaft die Familie De Graeff auch verwandt war. Aus der Ehe mit Aaltje gingen zwölf Kinder hervor, von denen sechs oder sieben das Erwachsenenalter erreichten:
1. Cornelis de Graeff (1599–1664), Regent und Bürgermeister von Amsterdam, Staatsmann der Niederlande; sein Nachfolger als Vrijheer in Zuid-Polsbroek
2. Dirk de Graeff (1601–1637), Vroedschap und Schepen von Amsterdam
3. Agneta de Graeff van Polsbroek (1603–1656), heiratete Johan Bicker; ihre Tochter Wendela Bicker wurde die Ehefrau Johan de Witts
4. Hendrik de Graeff (* 1605–1622 oder um 1670). Über Hendrik bestehen diverse Lebensberichte; einerseits soll er bereits im Alter von 17 Jahren verstorben sein, andererseits noch 1671 (im Alter von 66) Schriften und Gedichte verfasst haben.[16] Er soll zwei Söhne gehabt haben. Hendrik galt als ein bekannter Verfasser von Bühnenstücken.[17][18] 1665 hatte er Calderóns Komödie Lances de amor y fortuna ins Niederländische übersetzt.[19][20] In weiterer Folge wurde Hendriks Übersetzung als Bearbeitungsvorlage für die Auftritte der Wanderbühne des Johannes Velten verwendet.[21]
5. Wendela de Graeff (1607–1652), ehelichte mit  Pieter van Papenbroek und hernach mit Wilhelm Schrijver; wurde mit ihrer Familie durch Rembrandt als Josephs Frau Asnath im Rembrandts Jakobssegen (Jakob segnet die Söhne des Joseph) als biblische Personen vertont
6. Christina de Graeff (1609–1679), Frau der Herrlichkeit und des Schlosses Engelenburg; verlobt 1631 mit dem im selben Jahr verstorbenen Jan Verburgh van Vlooswyck, verheiratet 1642 mit Jacob Bicker sowie 1648 mit Pieter Trip; 1645 erbte ihr zweiter Mann von ihrem Onkel Pieter Dircksz Graeff Engelenburg; Christina hatte von ihrem Vater auch Valkenburg (das vormalige Valckeveen) bei Heemstede geerbt, dass sie 1675 um 7.480 Gulden zu gleichen Teilen an ihren Bruder Andries und ihre Neffen Pieter de Graeff und Gerard Bicker (I) van Swieten veräußerte.[22] Ab 1685 war Pieter de Graeff der alleinige Besitzer,[23] in dessen Familie es noch einige Generationen lange verblieben ist.
7. Andries de Graeff (1611–1678), Regent und Bürgermeister von Amsterdam, holländischer Staatsmann; sein Nachfolger als Heer van Vredenhof

Anmerkungen:

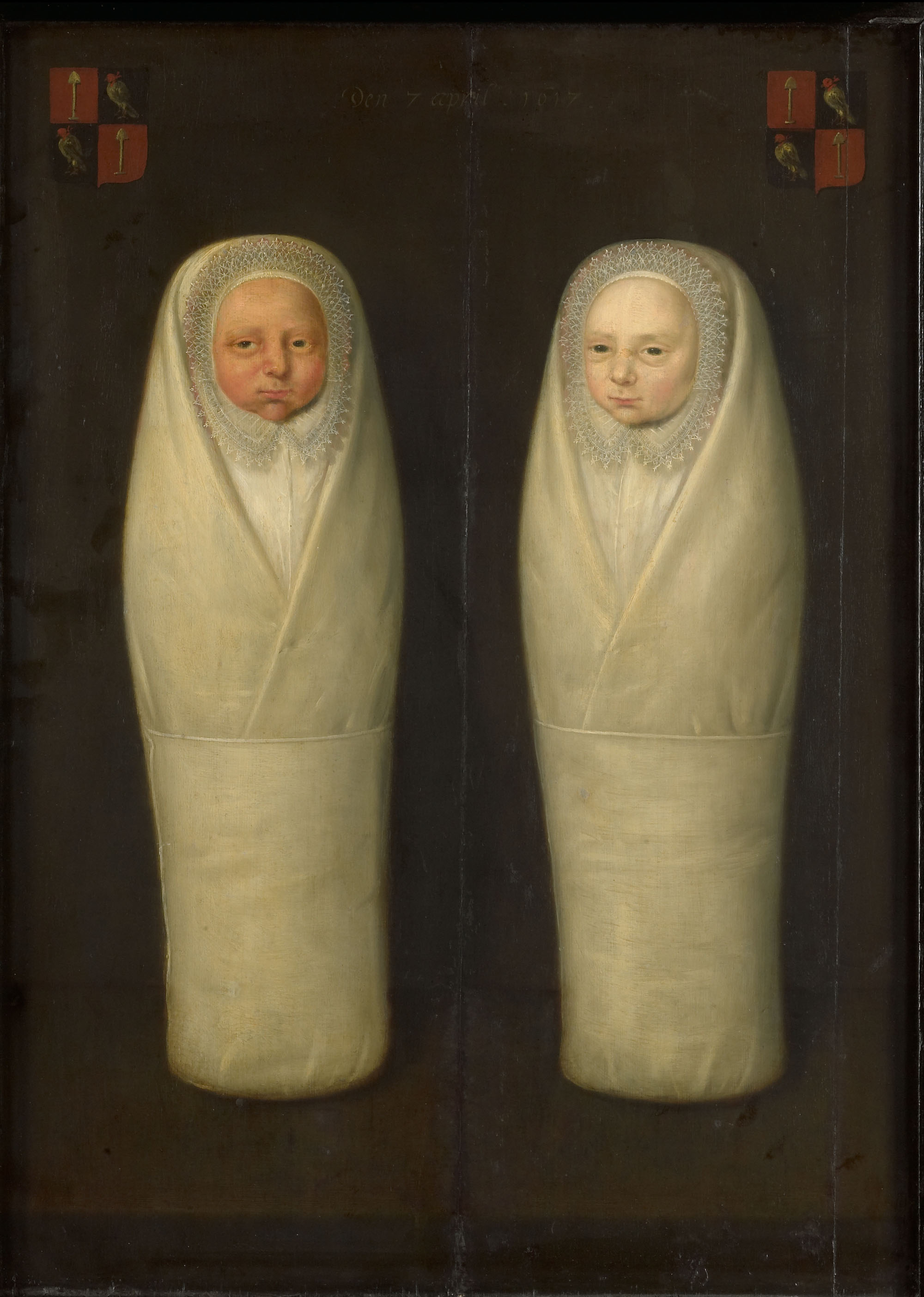
Früh verstorbene Kinder von Jacob Dircksz de Graeff und Aaltje Boelens Loen (1617)

### Politisches und gesellschaftliches Wirken
Unterartikel: Regent von Amsterdam
Jakob Dircksz de Graeff war wie sein Vater und sein Großvater Jan Pietersz Graeff Mitglied in der Amsterdamer Stadtregierung, in die er 1598 als Schepen und 1603 als ein Mitglied der Vroedschap einzog. Im Folgejahr wurde er im Namen der Stadt Amsterdam Ambachtsherr von Amstelveen, Nieuwer-Amstel, Sloten, Sloterdijk und Osdorp. Diese Lehen erhielt nach seinem Tod dessen Sohn Cornelis de Graeff. Weiteren Tätigkeiten als Leiter der Lateinschule, als Chef der Bogenschützengilde und als oberster Gildemeister der Deichgenossenschaft folgte die eines stadspluimgraaf von Amsterdam (hierbei ist das Amt als oberster Verantwortlicher der Wasservögel innerhalb Amsterdams zu verstehen; mit unter anderem dem Recht, niemanden ohne seine Einwilligung Schwäne halten oder einzufangen zu lassen) 1610 saß De Graeff in der Vroedschapskommission, die den Ausbau der Stadt vorbereitete. 1611 war er einer der Organisatoren bei der Zusammenkunft der oranischen Fürsten Moritz und Friedrich Heinrich. Im selben Jahr wurde er auch das erste Mal zu einem der Amsterdamer Bürgermeister gewählt. In diesen Jahren war er gemeinsam mit seinem Freund Cornelis Hooft einer der Hauptbefürworter der geplanten Stadterweiterung, trat aber gegen die Grundstücksspekulationen von Frans Hendricksz Oetgens van Waveren und Bartholt Cromhout auf. Undank dessen wurde er im folgenden Jahr nicht zum Bürgermeister erwählt. 1612 wurde er Oberst der Amsterdamer Bürgergarde.

#### Hohe Herrlichkeit Zuid-Polsbroek
Am 18. September 1610 erwarb Jakob Dircksz de Graeff von Karl Graf von Aremberg die Hohe Herrlichkeit Zuid-Polsbroek, die als Allod-Eigentum frei vererb- und veräußerbar war. Zuid-Polsbroek war keine sehr bedeutende der Hohen Herrlichkeiten Hollands bzw. Utrechts. Dem Vater Karl von Arembergs, Johann von Ligne, hatte sie 1555 einen Jahresertrag von 954 Gulden erbracht, der sich aus Einnahmen aus Verpachtung (63 %), Abgaben (17 %) und herrschaftlichen Rechten wie dem Jagd- und Fischrecht (20 %) ergab. Was die Ausdehnung des Grundeigentums angeht, so stand sie zu Zeiten De Graeffs im Jahrn1623 mit 692 Morgen Land und 56 Häusern in den Büchern. Ihr Erwerb steigerte das Ansehen, und leistete einen Beitrag zur Aristokratisierung der Familie bei, da sich De Graeff und seine Erben seither als Vrijheer(en) van Zuid-Polsbroek ansprechen lassen konnten.

##### Weitere Lehen

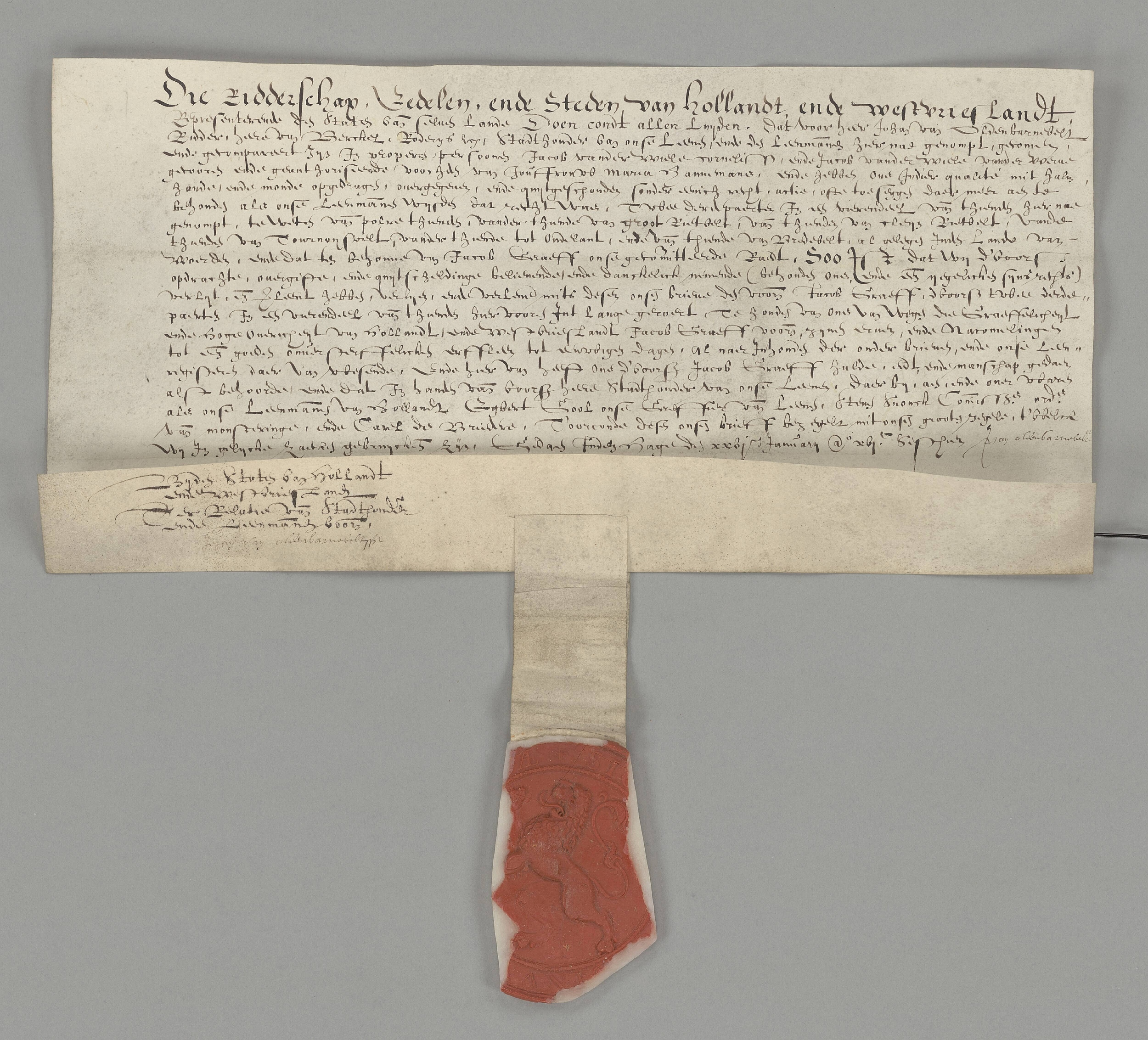
Belehnungsurkunde durch die Staaten von Holland und West Friesland für den Zehnt in Rietveld (heute ein Teil von Woerden), Poldertienden (Oliviersblok), Groot-Rietveld, Klein-Rietveld, Tournooisveld, Oudeland und Bredeveld (Breeveld) in 1616

Jakob Dircksz de Graeff war des Weiteren ab 1604 im Namen der Stadt Amsterdam Ambachtsherr von Amstelveen, Nieuwer-Amstel, Sloten, Sloterdijk und Osdorp, nicht jedoch Eigentümer dieser Herrlichkeiten. Die Stadt Amsterdam hatte sie vielmehr im Jahre 1529 von Reinoud III. van Brederode käuflich erworben, und sie in der Folgezeit jeweils einem einzigen ihrer Ratsmitglieder zu Lehen gegeben. So auch De Graeff und zuletzt dessen ältesten Sohn Cornelis de Graeff, der sie als letzter geschlossen erhielt. Nach dessen Tod im Jahre 1664 fasste man den Beschluss, die Lehen auf zwei Empfänger zu verteilen.
De Graeff hatte ebenso Lehen, Zehnte der Staaten von Holland in und um Rietveld (heute ein Teil von Woerden), Poldertienden (Oliviersblok), Groot-Rietveld, Klein-Rietveld, Tournooisveld, Oudeland und Bredeveld (Breeveld) inne.

#### Remonstranten
Schon 1610 holte De Graeff den protestantischen Prediger Johannes Cornelisz Sylvius nach Amsterdam. Zu dieser Zeit kristallisierte sich in der Vroedschap eine mächtige calvinistische Fraktion unter Reinier Pauw heraus, zu denen sich De Graeff als auch Cornelis Hooft auf Distanz hielten, und somit selbst ihren Einfluss schmälerten. In den Jahren von 1615 bis 1617 war De Graeff Amsterdams Gecommitteerde Rad der Holland und West-Friesland in Den Haag. Dort schloss er mit dem Prediger Johannes Uytenbogaert Bekanntschaft und machte sich die Thesen der Remonstranten zu Eigen. Diese Gesinnung brachte ihn politisch auf die Seite des Landesadvokaten Johan van Oldenbarnevelt und Hugo Grotius, dessen gesellschaftspolitische Haltung er als dortiger Repräsentant Amsterdams prolongierte. Er wurde deshalb nach der von François van Aerssen forcierten Entmachtung Oldenbarnevelts, sowie dessen darauf folgenden Enthauptung im Jahre 1618, auf Initiative des Statthalters Moritz von Oranien und des Amsterdamer Regenten Reinier Pauw aus der Regierung ausgeschlossen. Seinen Platz hatte Pauws Protegee Albert Burgh eingenommen.

#### Naturwissenschaften
Nach seinem zwischenzeitlichen Ausscheiden aus der Politik widmete sich De Graeff naturwissenschaftlichen Experimenten und Forschungen. Er führte gemeinsam mit seinem Freund Pieter Jansz Hooft ein chemisches Labor in Amsterdam. Dort bemühten sie sich um die Erfindung eines Perpetuum mobile. Diese Erfindung wurde von Cornelis Jacobszoon Drebbel am Hof des englischen Königs Jakob I. (England) präsentiert. Drebbel gab die Erfindung als sein Werk aus; als aber durch eine Unvorsichtigkeit der Königin die Maschine defekt wurde, konnte sie Drebbel nicht mehr reparieren. Auf dem Gebiet der Wissenschaften sowie in Bereichen der Naturkunde unterhielten De Graeff und Hooft eine enge Zusammenarbeit mit Constantijn Huygens und via Huygens auch mit René Descartes. Auch war er Scholarch der Amsterdamer Lateinschule.

#### Kooperation mit Andries Bicker
De Graeff wurde erst wieder nach dem politischen Ende von Reinier Pauw im Jahr 1628 zum Bürgermeister gewählt. Es bedeutete den Übergang von der Leitung der Stadtregierung unter den orthodoxen Protestanten um Pauw in die Hände der „arminischen Clique“ rund um De Graeff und Bicker, die eine liberale Einstellung vertraten. In die Vroedschap wurde er aber erst 1630 aufgenommen. In den frühen 1630er Jahren bekam die seit Oldenbarnevelts Tod geschwächte Staatspartei durch den mächtigen Regenten Andries Bicker – einen Neffen von De Graeff – einen erneuten Aufschwung. Gemeinsam führten De Graeff und Andries Bicker die Stadt in den folgenden Jahren auf ihren vorläufigen Machthöhepunkt. Beide waren Remonstranten und verhalfen der religiösen Minderheit zu relativer Anerkennung. De Graeff war auch als ein sehr freisinniger Regent bekannt, der seine religiöse Überzeugung und seine republikanische Gesinnung nicht versteckte. Insgesamt war er sechsmal regierender Bürgermeister von Amsterdam.
In dieser Zeit wurde De Graeff erneut mehrmals das Amt des Gecommitteerde Rad der Holland und West-Friesland in Den Haag angeboten, welches er aber nie mehr angenommen hatte. 1631 trat er in seiner Eigenschaft als „hoofdingeland von der Zijpe“ (höchster Rang der Deichverwaltung), als Grundsteinleger der Wasserschleuse „Grote Sluys“ in Oudesluis auf. Im selben Jahr leitete er bei den Vroedschapernennungen die politische Karriere seines Protegés Johan Huydecoper van Maarsseveen ein. Des Weiteren wurde er im Jahre 1632 zum hoofd-ingeland van de Watergraafs- en Wienermeer bestellt.

#### Letzte Jahre

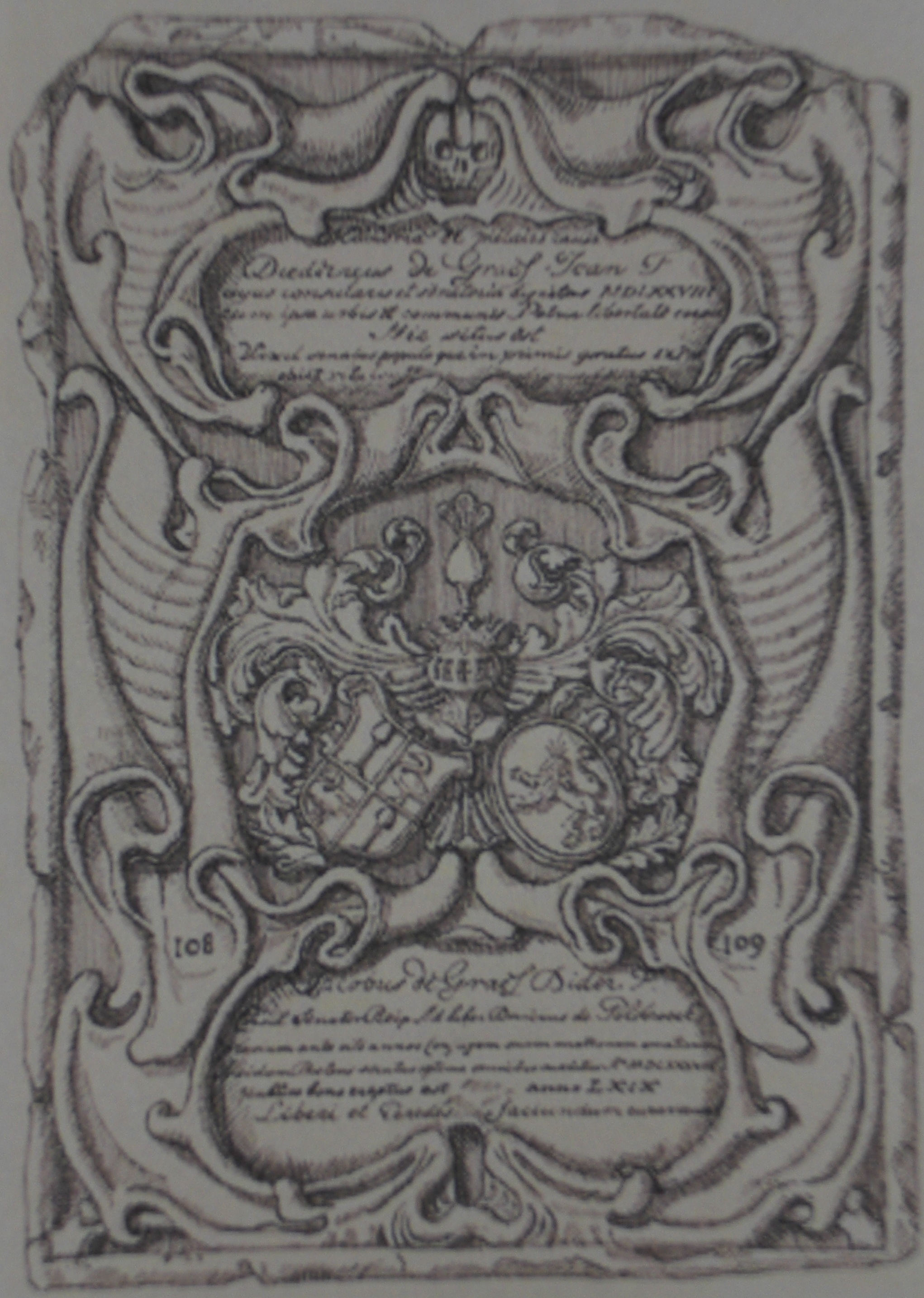
Grabplatte von Jacob Dircksz de Graeff in der Amsterdamer Oude Kerk mit den Wappen De Graeff und Loen (Boelens Loen). Diese Wappenvariante mit den Schwänen anstatt den Falken führte De Graeff nachweislich nicht. Es handelt sich um die Schwäne des Gutes Vredenhof, das in Besitz seiner Familie stand, aber nicht Teil seines Wappenbildes war.

1637 erfüllte De Graeff das letzte Mal das Amt des Bürgermeisters von Amsterdam. 1638 starb er in seinem Stadthaus an der Herengracht. Der Dichter und Poet Joost van den Vondel schrieb mit „De titel maakt alleen geen Graef“ einen Nachruf auf ihn. Jacob de Graeff war einer der reichsten Einwohner Amsterdams; sein Barvermögen zum Todeszeitpunkt umfasste die Summe von 270.000 Gulden. Seine Grabstätte befindet sich in der Familie Gruft in der Amsterdamer Oude Kerk.

### Trivia
- De Graeff wird auch als ein „goed schutter en groot liefhebber van de jacht“ (guter Schütze und ein großer Liebhaber von der Jagd) dargestellt, der sich auch ein „tal van jachthonden“ (eine Vielzahl von Jagdhunden hielt). Des Weiteren vermeldet die Digitale bibliotheek voor de Nederlandse letteren, dass De Graeff „reed veel te paard en hanteerde met vaardigheid den degen“ (viel übte und ausprobierte um seine Gewandtheit mit dem Degen zu verbessern)[13]
- In Den Haag und Amstelveen sind zwei Jacob de Graef(f)laans nach ihm benannt.
- Jacob Dircksz de Graeff ist eine Figur im historischen Roman Krone der Welt von Sabine Weiß.[43]